# Danh sách di sản văn hóa Tây Ban Nha được quan tâm ở tỉnh Burgos
Danh sách di sản văn hóa Tây Ban Nha được quan tâm ở Burgos (tỉnh).

## Các di sản liên quan đến nhiều thành phố
| Tên               | Dạng                  | Địa điểm                                            | Tọa độ                                        | Số hồ sơ tham khảo? | Ngày nhận danh hiệu? | Hình ảnh                                                        |
| ----------------- | --------------------- | --------------------------------------------------- | --------------------------------------------- | ------------------- | -------------------- | --------------------------------------------------------------- |
| Kênh Castilla     | Lịch sử và nghệ thuật | Palencia (tỉnh), Valladolid (tỉnh) và Burgos (tỉnh) |                                               | RI-53-0000397       | 13-06-1991           | Canal de Castilla · Upload image                                |
| Camino Francés    | Lịch sử và nghệ thuật | Municipios del Camino                               |                                               | RI-53-0000035-00003 | 05/09/1962           | El Camino de Santiago por la provincia de Burgos · Upload image |
| Dãy núi Atapuerca | Khu khảo cổ           | Atapuerca e Ibeas de Juarros                        | 42°21′00″B 3°31′10″T / 42,350067°B 3,519546°T | RI-55-0000176       | 19/12/1991           | Khu khảo cổ Sierra de Atapuerca · Upload image                  |

## Di tích theo thành phố

### A

#### Abajas
| Tên                                | Dạng                                      | Địa điểm | Tọa độ                                      | Số hồ sơ tham khảo? | Ngày nhận danh hiệu? | Hình ảnh                                                  |
| ---------------------------------- | ----------------------------------------- | -------- | ------------------------------------------- | ------------------- | -------------------- | --------------------------------------------------------- |
| Nhà thờ Santa María Mayor (Abajas) | Di tích Kiến trúc tôn giáo Kiểu: Románico | Abajas   | 42°37′27″B 3°34′48″T / 42,6242°B 3,579959°T | RI-51-0007227       | 02/04/1992           | Iglesia Parroquial de Santa María la Mayor · Upload image |

#### Aguilar de Bureba
| Tên                                  | Dạng            | Địa điểm          | Tọa độ                                        | Số hồ sơ tham khảo? | Ngày nhận danh hiệu? | Hình ảnh     |
| ------------------------------------ | --------------- | ----------------- | --------------------------------------------- | ------------------- | -------------------- | ------------ |
| Nhà thờ Parroquial Santa María Mayor | Di tích Nhà thờ | Aguilar de Bureba | 42°35′20″B 3°19′52″T / 42,588978°B 3,331109°T | RI-51-0004803       | 09/02/1983           | Upload image |

#### Ameyugo
| Tên                         | Dạng            | Địa điểm | Tọa độ                                        | Số hồ sơ tham khảo? | Ngày nhận danh hiệu? | Hình ảnh                                            |
| --------------------------- | --------------- | -------- | --------------------------------------------- | ------------------- | -------------------- | --------------------------------------------------- |
| Nhà thờ Santa María Antigua | Di tích Nhà thờ | Ameyugo  | 42°39′22″B 3°03′42″T / 42,655991°B 3,061642°T | RI-51-0007142       | 07/11/1991           | Iglesia de Santa María de la Antigua · Upload image |

#### Aranda de Duero
| Tên                                | Dạng            | Địa điểm                | Tọa độ                                        | Số hồ sơ tham khảo? | Ngày nhận danh hiệu? | Hình ảnh                                      |
| ---------------------------------- | --------------- | ----------------------- | --------------------------------------------- | ------------------- | -------------------- | --------------------------------------------- |
| Nhà thờ San Juan (Aranda Duero)    | Di tích Nhà thờ | Aranda de Duero         | 41°40′20″B 3°41′26″T / 41,672095°B 3,690647°T | RI-51-0004728       | 12/11/1982           | Iglesia de San Juan · Upload image            |
| Nhà thờ San Nicolás Bari (Sinovas) | Di tích Nhà thờ | Aranda de Duero Sinovas | 41°42′06″B 3°39′53″T / 41,701802°B 3,664725°T | RI-51-0001614       | 09/07/1964           | Iglesia de San Nicolás de Bari · Upload image |
| Nhà thờ Santa María (Aranda Duero) | Di tích Nhà thờ | Aranda de Duero         | 41°40′17″B 3°41′19″T / 41,671387°B 3,688632°T | RI-51-0000473       | 3/06/1931            | Iglesia de Santa María · Upload image         |

### B

#### Baños de Valdearados
| Tên                            | Dạng        | Địa điểm             | Tọa độ | Số hồ sơ tham khảo? | Ngày nhận danh hiệu? | Hình ảnh     |
| ------------------------------ | ----------- | -------------------- | ------ | ------------------- | -------------------- | ------------ |
| Villa romana Baños Valdearados | Khu khảo cổ | Baños de Valdearados |        | RI-55-0000404       | 11/03/1994           | Upload image |

#### Barbadillo del Mercado
| Tên                        | Dạng              | Địa điểm               | Tọa độ                                        | Số hồ sơ tham khảo? | Ngày nhận danh hiệu? | Hình ảnh                                         |
| -------------------------- | ----------------- | ---------------------- | --------------------------------------------- | ------------------- | -------------------- | ------------------------------------------------ |
| Nhà Blasonada              | Di tích           | Barbadillo del Mercado |                                               | RI-51-0012020       | 25/06/1985           | Upload image                                     |
| Crucero Barbadillo Mercado | Hành trình        | Barbadillo del Mercado | 42°02′21″B 3°21′32″T / 42,039108°B 3,358826°T | n/d                 | 14/03/1963           | Crucero de Barbadillo del Mercado · Upload image |
| Rollo Barbadillo Mercado   | Rollo de justicia | Barbadillo del Mercado | 42°02′21″B 3°21′30″T / 42,03915°B 3,358397°T  | n/d                 | 14/03/1963           | Rollo de Barbadillo del Mercado · Upload image   |

#### Barrios de Colina
| Tên                     | Dạng            | Địa điểm                                      | Tọa độ                                        | Số hồ sơ tham khảo? | Ngày nhận danh hiệu? | Hình ảnh                                     |
| ----------------------- | --------------- | --------------------------------------------- | --------------------------------------------- | ------------------- | -------------------- | -------------------------------------------- |
| Nhà thờ San Juan Ortega | Di tích Nhà thờ | Barrios de Colina San Juan de Ortega (Burgos) | 42°22′33″B 3°26′12″T / 42,375872°B 3,436665°T | RI-51-0000469       | 03/06/1931           | Iglesia de San Juan de Ortega · Upload image |

#### Berberana
| Tên                          | Dạng            | Địa điểm            | Tọa độ                                        | Số hồ sơ tham khảo? | Ngày nhận danh hiệu? | Hình ảnh                                       |
| ---------------------------- | --------------- | ------------------- | --------------------------------------------- | ------------------- | -------------------- | ---------------------------------------------- |
| Nhà thờ Parroquial Valpuesta | Di tích Nhà thờ | Berberana Valpuesta | 42°51′57″B 3°07′28″T / 42,865723°B 3,124532°T | RI-51-0007231       | 26/03/1992           | Iglesia Parroquial de Valpuesta · Upload image |

#### Briviesca
| Tên                                     | Dạng                  | Địa điểm          | Tọa độ                                        | Số hồ sơ tham khảo? | Ngày nhận danh hiệu? | Hình ảnh                                           |
| --------------------------------------- | --------------------- | ----------------- | --------------------------------------------- | ------------------- | -------------------- | -------------------------------------------------- |
| Colegiata Santa María Mayor (Briviesca) | Di tích Nhà thờ       | Briviesca         | 42°32′56″B 3°19′25″T / 42,548829°B 3,323626°T | RI-51-0004660       | 18/06/1982           | Colegiata de Santa María la Mayor · Upload image   |
| Nhà thờ San Pelayo                      | Di tích Nhà thờ       | Briviesca Valdazo | 42°31′28″B 3°21′46″T / 42,524422°B 3,362672°T | RI-51-0004964       | 26/10/1983           | Upload image                                       |
| Tu viện Santa Clara (Briviesca)         | Di tích Nhà thờ       | Briviesca         | 42°32′57″B 3°19′22″T / 42,549104°B 3,322882°T | RI-51-0000479       | 03/06/1931           | Iglesia del Convento de Santa Clara · Upload image |
| Briviesca                               | Lịch sử và nghệ thuật | Briviesca         | 42°33′01″B 3°19′18″T / 42,550203°B 3,321562°T |                     | 04/11/1982           | Villa de Briviesca · Upload image                  |

#### Bugedo
| Tên                        | Dạng            | Địa điểm | Tọa độ                                        | Số hồ sơ tham khảo? | Ngày nhận danh hiệu? | Hình ảnh                                           |
| -------------------------- | --------------- | -------- | --------------------------------------------- | ------------------- | -------------------- | -------------------------------------------------- |
| Tu viện Santa María Bujedo | Di tích Tu viện | Bujedo   | 42°38′45″B 3°01′26″T / 42,645867°B 3,023954°T | RI-51-0000457       | 03/06/1931           | Monasterio de Santa María de Bujedo · Upload image |

#### Burgos, Tây Ban Nha
| Tên                                                                               | Dạng                                                             | Địa điểm                           | Tọa độ                                                     | Số hồ sơ tham khảo?  | Ngày nhận danh hiệu? | Hình ảnh                                                                     |
| --------------------------------------------------------------------------------- | ---------------------------------------------------------------- | ---------------------------------- | ---------------------------------------------------------- | -------------------- | -------------------- | ---------------------------------------------------------------------------- |
| Lưu trữ lịch sử Provincial Burgos                                                 | Lưu trữ                                                          | Burgos                             | 42°20′40″B 3°41′36″T / 42,344328°B 3,693195°T              | RI-AR-0000020        | 10/11/1997           | Archivo Histórico Provincial de Burgos · Upload image                        |
| Arco Santa María                                                                  | Di tích Kiến trúc phòng thủ Arco triunfal                        | Burgos                             | 42°20′23″B 3°42′14″T / 42,339729°B 3,70391°T               | RI-51-0001132        | 27/09/1943           | Arco de Santa María · Upload image                                           |
| Bảo tàng Burgos#Sección Prehistoria và Arqueología (Nhà Miranda) Bảo tàng Burgos) | Di tích Cung điện                                                | Burgos                             | 42°20′19″B 3°42′00″T / 42,338547°B 3,700073°T              | RI-51-0000137        | 17/10/1914           | Casa de Miranda · Upload image                                               |
| Nhà Cordón (Burgos)                                                               | Di tích Kiến trúc dân sự Cung điện Kiểu: Kiến trúc Gothic tardío | Burgos                             | 42°20′30″B 3°41′58″T / 42,341787°B 3,69947°T               | RI-51-0003795        | 11/05/1968           | Casa del Cordón · Upload image                                               |
| Lâu đài Burgos                                                                    | Di tích Kiến trúc phòng thủ                                      | Burgos                             | 42°20′34″B 3°42′26″T / 42,342667°B 3,707293°T              | Declaración genérica | 22/04/1949           | Castillo de Burgos · Upload image                                            |
| Nhà thờ chính tòa Burgos                                                          | Di tích Kiến trúc tôn giáo Kiểu: Kiến trúc Gothic                | Burgos                             | 42°20′26″B 3°42′17″T / 42,340474°B 3,704812°T              | RI-51-0000048        | 08/04/1885           | Catedral de Santa María · Upload image                                       |
| Burgos, Tây Ban Nha                                                               | Khu phức hợp lịch sử                                             | Burgos                             | 42°20′27″B 3°41′59″T / 42,340813°B 3,699798°T              | RI-53-0000088        | 20/07/1967           | Ciudad de Burgos · Upload image                                              |
| Consulado Mar                                                                     | Di tích                                                          | Burgos                             | 42°20′25″B 3°42′10″T / 42,340184°B 3,702731°T              | RI-51-0008771        | 26/01/1995           | El Consulado del Mar · Upload image                                          |
| Fachada Cung điện Angulo                                                          | Di tích Kiến trúc dân sự Cung điện                               | Burgos                             | 42°20′19″B 3°42′00″T / 42,338687°B 3,70009°T               | RI-51-0004775        | 12/01/1983           | Fachada del Palacio Angulo · Upload image                                    |
| Bệnh viện Concepción (Burgos)                                                     | Di tích Bệnh viện                                                | Burgos                             | 42°20′11″B 3°42′04″T / 42,336407°B 3,701151°T              | RI-51-0001198        | 29/03/1946           | Hospital de la Concepción · Upload image                                     |
| Bệnh viện Rey                                                                     | Di tích Bệnh viện                                                | Burgos                             | 42°20′26″B 3°43′40″T / 42,340568°B 3,7277°T                | RI-51-0000454        | 03/06/1931           | Hospital del Rey · Upload image                                              |
| Nhà thờ San Esteban (Burgos)                                                      | Di tích Nhà thờ                                                  | Burgos                             | 42°20′31″B 3°42′19″T / 42,341915°B 3,70531°T               | RI-51-0000451        | 03/06/1931           | Iglesia de San Esteban · Upload image                                        |
| Nhà thờ San Gil Abad (Burgos)                                                     | Di tích Nhà thờ                                                  | Burgos                             | 42°20′37″B 3°42′08″T / 42,343731°B 3,702209°T              | RI-51-0000450        | 03/06/1931           | Iglesia de San Gil Abad · Upload image                                       |
| Nhà thờ San Lesmes Abad (Burgos)                                                  | Di tích Kiến trúc tôn giáo Kiểu: Kiến trúc Gothic                | Burgos                             | 42°20′35″B 3°41′47″T / 42,343074°B 3,696351°T              | RI-51-0001154-00001  | 31/05/1944           | Iglesia de San Lesmes · Upload image                                         |
| Nhà thờ San Nicolás Bari (Burgos)                                                 | Di tích Nhà thờ                                                  | Burgos                             | 42°20′26″B 3°42′20″T / 42,34066°B 3,705512°T               | RI-51-0000146        | 26/01/1917           | Iglesia de San Nicolás de Bari · Upload image                                |
| Nhà thờ Santa María Real và Antigua Gamonal                                       | Di tích Nhà thờ                                                  | Burgos Gamonal (Burgos)            | 42°21′14″B 3°40′00″T / 42,35383°B 3,666766°T               | RI-51-0000456        | 03/06/1931           | Iglesia de Santa María la Real y Antigua de Gamonal · Upload image           |
| Cartuja Miraflores                                                                | Di tích Nhà thờ                                                  | Burgos                             | 42°20′16″B 3°39′25″T / 42,337899°B 3,656935°T              | RI-51-0000238        | 05/01/1923           | Iglesia y Capillas de la Cartuja de Santa María de Miraflores · Upload image |
| Real tu viện Nuestra Señora Fresdelval                                            | Di tích Tu viện                                                  | Burgos Villatoro-Quintanilla Vivar | 42°23′33″B 3°40′45″T / 42,3925°B 3,679167°T                | RI-51-0000480        | 03/06/1931           | Monasterio de Nuestra Señora de Fresdelval · Upload image                    |
| Tu viện San Juan và otras Edificaciones (Bảo tàng Marceliano Santamaría)          | Di tích Tu viện                                                  | Burgos                             | 42°20′33″B 3°41′42″T / 42,342631°B 3,695093°T              | RI-51-0001154        | 31/05/1944           | Monasterio de San Juan · Upload image                                        |
| Tu viện Santa María Real Las Huelgas                                              | Di tích Tu viện                                                  | Burgos                             | 42°20′11″B 3°43′13″T / 42,336319°B 3,720204°T              | RI-51-0000453        | 03/06/1931           | Monasterio de Santa María la Real de Las Huelgas · Upload image              |
| Bảo tàng Burgos (Bảo tàng Burgos)                                                 | Di tích                                                          | Burgos                             | 42°20′19″B 3°42′00″T / 42,338586°B 3,69997°T               | RI-51-0001335        | 01/03/1962           | Museo Arqueológico Provincial · Upload image                                 |
| Bảo tàng Telas Medievales Burgos                                                  | Di tích Bảo tàng                                                 | Burgos                             | 42°20′12″B 3°43′11″T / 42,336718°B 3,719833°T              | RI-51-0001336        | 01/03/1962           | Museo del Real Monasterio de las Huelgas · Upload image                      |
| Cung điện Paseo Đảo 37                                                            | Di tích Kiến trúc dân sự                                         | Burgos                             | 42°20′20″B 3°42′35″T / 42,338792°B 3,709808°T              | RI-51-0001120        | 12/12/1942           | Palacio del Paseo de la Isla 37 · Upload image                               |
| Puentecillo                                                                       | Di tích                                                          | Burgos                             | 42°20′34″B 3°41′48″T / 42,342828395176°B 3,6965963244438°T | RI-51-0001154-00002  | 31/05/1944           | Puentecillo · Upload image                                                   |
| Cổng San Esteban                                                                  | Di tích Cổng                                                     | Burgos                             | 42°20′37″B 3°42′16″T / 42,343503°B 3,704511°T              | RI-51-0000452        | 03/06/1931           | Puerta de San Esteban · Upload image                                         |
| Cổng Recinto Medieval                                                             | Di tích                                                          | Burgos                             | 42°20′34″B 3°41′48″T / 42,342820465194°B 3,6966687440872°T | RI-51-0001154-00003  | 31/05/1944           | Puerta del Recinto Medieval · Upload image                                   |
| Real Tu viện San Agustín (Escuela Comercio)                                       | Di tích Kiến trúc tôn giáo Tu viện                               | Burgos                             | 42°20′04″B 3°42′00″T / 42,334316°B 3,699991°T              | RI-51-0004561        | 15/01/1982           | Real Monasterio de San Agustín · Upload image                                |
| Teatro Principal (Burgos)                                                         | Di tích Teatro                                                   | Burgos                             | 42°20′26″B 3°42′01″T / 42,340495°B 3,700215°T              | RI-51-0005064        | 11/04/1985           | Teatro Principal · Upload image                                              |

### C

#### Campolara
| Tên                    | Dạng    | Địa điểm  | Tọa độ | Số hồ sơ tham khảo? | Ngày nhận danh hiệu? | Hình ảnh     |
| ---------------------- | ------- | --------- | ------ | ------------------- | -------------------- | ------------ |
| Ruínas San Julián Lara | Di tích | Campolara |        | RI-51-0000458       | 03/06/1931           | Upload image |

#### Castrillo del Val
| Tên                       | Dạng            | Địa điểm          | Tọa độ                                        | Số hồ sơ tham khảo? | Ngày nhận danh hiệu? | Hình ảnh                                          |
| ------------------------- | --------------- | ----------------- | --------------------------------------------- | ------------------- | -------------------- | ------------------------------------------------- |
| Tu viện San Pedro Cardeña | Di tích Tu viện | Castrillo del Val | 42°18′16″B 3°36′26″T / 42,304336°B 3,607277°T | RI-51-0000466       | 03/06/1931           | Monasterio de San Pedro de Cardeña · Upload image |

#### Castrojeriz
| Tên                                        | Dạng                  | Địa điểm              | Tọa độ                                        | Số hồ sơ tham khảo? | Ngày nhận danh hiệu? | Hình ảnh                                               |
| ------------------------------------------ | --------------------- | --------------------- | --------------------------------------------- | ------------------- | -------------------- | ------------------------------------------------------ |
| Lâu đài Castrojeriz                        | Di tích Lâu đài       | Castrojeriz           | 42°17′29″B 4°08′11″T / 42,291258°B 4,136384°T | n/d                 | 22/04/1949           | Castillo de Castrojeriz · Upload image                 |
| Nhà thờ Nuestra Señora Manzano Castrojeriz | Di tích Nhà thờ       | Castrojeriz           | 42°17′34″B 4°07′40″T / 42,292639°B 4,127882°T | RI-51-0003934       | 25/04/1974           | Colegiata de Nuestra Señora del Manzano · Upload image |
| Nhà thờ San Juan                           | Di tích Nhà thờ       | Castrojeriz           | 42°17′23″B 4°08′36″T / 42,289627°B 4,143438°T | RI-51-0006964       | 29/06/1990           | Iglesia de San Juan · Upload image                     |
| Nhà thờ Parroquial Villaveta               | Di tích Nhà thờ       | Castrojeriz Villaveta | 42°20′11″B 4°09′21″T / 42,336517°B 4,155709°T | RI-51-0004640       | 30/04/1982           | Upload image                                           |
| Castrojeriz                                | Lịch sử và nghệ thuật | Castrojeriz           | 42°17′16″B 4°08′19″T / 42,287666°B 4,138722°T | RI-53-0000181       | 20/12/1974           | Villa de Castrojeriz · Upload image                    |

#### Celada del camino
| Tên                           | Dạng            | Địa điểm          | Tọa độ                                        | Số hồ sơ tham khảo? | Ngày nhận danh hiệu? | Hình ảnh     |
| ----------------------------- | --------------- | ----------------- | --------------------------------------------- | ------------------- | -------------------- | ------------ |
| Nhà thờ Parroquial San Miguel | Di tích Nhà thờ | Celada del camino | 42°15′49″B 3°56′03″T / 42,263484°B 3,934047°T | RI-51-0004849       | 13/04/1983           | Upload image |

#### Condado de Treviño
| Tên                                  | Dạng                  | Địa điểm                         | Tọa độ                                        | Số hồ sơ tham khảo? | Ngày nhận danh hiệu? | Hình ảnh                                        |
| ------------------------------------ | --------------------- | -------------------------------- | --------------------------------------------- | ------------------- | -------------------- | ----------------------------------------------- |
| Hang Laño                            | Di tích Cuevas        | Condado de Treviño Laño          | 42°40′28″B 2°37′40″T / 42,674471°B 2,627651°T | RI-51-0004286       | 23/06/1978           | Cuevas de Laño · Upload image                   |
| Hang Prehistóricas "Montico"         | Di tích Cuevas        | Condado de Treviño Albaina       |                                               | RI-51-0004288       | 29/06/1978           | Upload image                                    |
| Nhà hoang Concepción (San Vicentejo) | Di tích Nơi hẻo lánh  | Condado de Treviño San Vicentejo | 42°45′00″B 2°40′47″T / 42,750074°B 2,679844°T | RI-51-0007148       | 11/03/1994           | Ermita de la Purísima Concepción · Upload image |
| Treviño                              | Lịch sử và nghệ thuật | Condado de Treviño Treviño       | 42°44′04″B 2°44′49″T / 42,734523°B 2,747022°T | RI-53-0000298       | 28/09/1983           | Villa de Treviño · Upload image                 |

#### Coruña del Conde
| Tên                                                  | Dạng                 | Địa điểm         | Tọa độ                                        | Số hồ sơ tham khảo? | Ngày nhận danh hiệu? | Hình ảnh                                                |
| ---------------------------------------------------- | -------------------- | ---------------- | --------------------------------------------- | ------------------- | -------------------- | ------------------------------------------------------- |
| Lâu đài Coruña Conde                                 | Di tích Lâu đài      | Coruña del Conde | 41°45′55″B 3°23′36″T / 41,765291°B 3,393235°T | n/d                 | 22/04/1949           | Castillo de Coruña del Conde · Upload image             |
| Nhà hoangl Santo Cristo San Sebastián (Coruña Conde) | Di tích Nơi hẻo lánh | Coruña del Conde | 41°45′49″B 3°23′45″T / 41,763561°B 3,395734°T | RI-51-0004776       | 12/01/1983           | Ermita del Santo Cristo de San Sebastián · Upload image |

#### Covarrubias, Tây Ban Nha
| Tên                                           | Dạng                 | Địa điểm    | Tọa độ                                        | Số hồ sơ tham khảo? | Ngày nhận danh hiệu? | Hình ảnh                                                      |
| --------------------------------------------- | -------------------- | ----------- | --------------------------------------------- | ------------------- | -------------------- | ------------------------------------------------------------- |
| Archivo Adelantamiento Castilla               | Di tích Lưu trữ      | Covarrubias | 42°03′36″B 3°31′09″T / 42,059878°B 3,519103°T | RI-51-0001290       | 13/07/1961           | Archivo del Adelantamiento de Castilla · Upload image         |
| Colegiata San Cosme và San Damián Covarrubias | Di tích Nhà thờ      | Covarrubias | 42°03′28″B 3°31′08″T / 42,05784°B 3,518957°T  | RI-51-0000471       | 03/06/1931           | Iglesia Colegiata de los Santos Cosme y Damián · Upload image |
| Tháp Covarrubias (Tháp Doña Urraca)           | Di tích Tháp         | Covarrubias | 42°03′30″B 3°31′12″T / 42,058266°B 3,520062°T | RI-51-0000472       | 03/06/1931           | Torre de Fernán González · Upload image                       |
| Covarrubias, Tây Ban Nha                      | Khu phức hợp lịch sử | Covarrubias | 42°03′33″B 3°31′13″T / 42,059182°B 3,520157°T | RI-53-0000066       | 28/10/1965           | Villa de Covarrubias · Upload image                           |

### E

#### Encío
| Tên                                     | Dạng                                                                        | Địa điểm | Tọa độ                                       | Số hồ sơ tham khảo? | Ngày nhận danh hiệu? | Hình ảnh                                         |
| --------------------------------------- | --------------------------------------------------------------------------- | -------- | -------------------------------------------- | ------------------- | -------------------- | ------------------------------------------------ |
| Nhà thờ San Cosme và San Damián (Encío) | Di tích Kiến trúc tôn giáo Kiểu: Románico Thời gian: Thế kỷ 12 và Thế kỷ 13 | Encío    | 42°40′13″B 3°05′14″T / 42,670354°B 3,08732°T | RI-51-0004880       | 23/05/1983           | Iglesia de San Cosme y San Damián · Upload image |

#### Espinosa de los Monteros
| Tên                                           | Dạng                             | Địa điểm                 | Tọa độ                                        | Số hồ sơ tham khảo? | Ngày nhận danh hiệu? | Hình ảnh                                         |
| --------------------------------------------- | -------------------------------- | ------------------------ | --------------------------------------------- | ------------------- | -------------------- | ------------------------------------------------ |
| Nhà thờ Santa Cecilia (Espinosa Monteros)     | Di tích Nhà thờ                  | Espinosa de los Monteros | 43°04′32″B 3°33′26″T / 43,075472°B 3,557194°T | n/d                 | n/d                  | Iglesia de Santa Cecilia · Upload image          |
| Cung điện Chiloeches (Espinosa Monteros)      | Di tích Cung điện                | Espinosa de los Monteros | 43°04′35″B 3°33′06″T / 43,076474°B 3,551678°T | RI-51-0007099       | 06/06/1991           | Palacio de Chiloeches · Upload image             |
| Cung điện Hang Velasco                        | Di tích Cung điện                | Espinosa de los Monteros | 43°04′45″B 3°33′23″T / 43,079101°B 3,556311°T | RI-51-0005410       | 06/06/1991           | Palacio de los Cuevas Velasco · Upload image     |
| Cung điện Fernández-Villa (Espinosa Monteros) | Di tích Cung điện                | Espinosa de los Monteros | 43°04′31″B 3°32′54″T / 43,075386°B 3,548284°T | RI-51-0008323       | 16/03/2000           | Palacio de los Fernández-Villa · Upload image    |
| Tháp Cantimplor                               | Di tích Tháp                     | Espinosa de los Monteros | 43°04′32″B 3°33′26″T / 43,075472°B 3,557194°T | n/d                 | n/d                  | Upload image                                     |
| Tháp Herradores                               | Di tích Tháp                     | Espinosa de los Monteros | 43°04′32″B 3°33′26″T / 43,075472°B 3,557194°T | n/d                 | n/d                  | Upload image                                     |
| Tháp Velasco                                  | Di tích Kiến trúc phòng thủ Tháp | Espinosa de los Monteros | 43°04′32″B 3°33′26″T / 43,075472°B 3,557194°T | n/d                 | 22/04/1949           | Torre de los Velasco · Upload image              |
| Espinosa Monteros                             | Khu phức hợp lịch sử             | Espinosa de los Monteros | 43°04′35″B 3°33′06″T / 43,076474°B 3,551678°T | n/d                 | n/d                  | Villa de Espinosa de los Monteros · Upload image |

### F

#### Frías
| Tên   | Dạng                 | Địa điểm | Tọa độ                                        | Số hồ sơ tham khảo? | Ngày nhận danh hiệu? | Hình ảnh                       |
| ----- | -------------------- | -------- | --------------------------------------------- | ------------------- | -------------------- | ------------------------------ |
| Frías | Khu phức hợp lịch sử | Frías    | 42°45′41″B 3°17′40″T / 42,761479°B 3,294352°T | RI-53-0000136       | 13/07/1972           | Ciudad de Frías · Upload image |

#### Fuentespina
| Tên                                        | Dạng                 | Địa điểm    | Tọa độ                                        | Số hồ sơ tham khảo? | Ngày nhận danh hiệu? | Hình ảnh                                       |
| ------------------------------------------ | -------------------- | ----------- | --------------------------------------------- | ------------------- | -------------------- | ---------------------------------------------- |
| Nhà hoang Santísima Trinidad (Fuentespina) | Di tích Nơi hẻo lánh | Fuentespina | 41°38′09″B 3°41′41″T / 41,635941°B 3,694815°T | RI-51-0007242       | 09/04/1992           | Ermita de la Santísima Trinidad · Upload image |

### G

#### Grijalba
| Tên                          | Dạng            | Địa điểm | Tọa độ                                      | Số hồ sơ tham khảo? | Ngày nhận danh hiệu? | Hình ảnh                                              |
| ---------------------------- | --------------- | -------- | ------------------------------------------- | ------------------- | -------------------- | ----------------------------------------------------- |
| Nhà thờ Nuestra Señora Reyes | Di tích Nhà thờ | Grijalba | 42°25′57″B 4°07′08″T / 42,43263°B 4,11886°T | RI-51-0004869       | 04/05/1983           | Iglesia de Nuestra Señora de los Reyes · Upload image |

#### Gumiel de Izán
| Tên                            | Dạng                 | Địa điểm       | Tọa độ                                        | Số hồ sơ tham khảo? | Ngày nhận danh hiệu? | Hình ảnh                                            |
| ------------------------------ | -------------------- | -------------- | --------------------------------------------- | ------------------- | -------------------- | --------------------------------------------------- |
| Gumiel Izán                    | Khu phức hợp lịch sử | Gumiel de Izán | 41°46′22″B 3°41′18″T / 41,772806°B 3,688248°T | RI-53-0000585       | 27/11/2003           | Gumiel de Izán · Upload image                       |
| Nhà thờ Parroquial Gumiel Izán | Di tích Nhà thờ      | Gumiel de Izán | 41°46′24″B 3°41′18″T / 41,773307°B 3,68824°T  | RI-51-0001436       | 08/08/1962           | Iglesia Parroquial de Gumiel de Izán · Upload image |

### H

#### Hortigüela
| Tên                       | Dạng    | Địa điểm   | Tọa độ                                        | Số hồ sơ tham khảo? | Ngày nhận danh hiệu? | Hình ảnh                                          |
| ------------------------- | ------- | ---------- | --------------------------------------------- | ------------------- | -------------------- | ------------------------------------------------- |
| Tu viện San Pedro Arlanza | Di tích | Hortigüela | 42°04′10″B 3°25′29″T / 42,069444°B 3,424722°T | RI-51-0000465       | 03/06/1931           | Monasterio de San Pedro de Arlanza · Upload image |

#### Huerta de Rey
| Tên    | Dạng                  | Địa điểm                        | Tọa độ                                        | Số hồ sơ tham khảo? | Ngày nhận danh hiệu? | Hình ảnh                                |
| ------ | --------------------- | ------------------------------- | --------------------------------------------- | ------------------- | -------------------- | --------------------------------------- |
| Clunia | Di tích Di tích La Mã | Huerta de Rey Peñalba de Castro | 41°46′57″B 3°22′08″T / 41,782466°B 3,368916°T | RI-51-0000460       | 03/06/1931           | Ruinas Romanas de Clunia · Upload image |

#### Humada
| Tên   | Dạng        | Địa điểm | Tọa độ | Số hồ sơ tham khảo? | Ngày nhận danh hiệu? | Hình ảnh     |
| ----- | ----------- | -------- | ------ | ------------------- | -------------------- | ------------ |
| Ulaña | Khu khảo cổ | Humada   |        | RI-55-0000660       | 02/08/2006           | Upload image |

### J

#### Jaramillo de la Fuente
| Tên                                                | Dạng            | Địa điểm               | Tọa độ                                        | Số hồ sơ tham khảo? | Ngày nhận danh hiệu? | Hình ảnh                                                |
| -------------------------------------------------- | --------------- | ---------------------- | --------------------------------------------- | ------------------- | -------------------- | ------------------------------------------------------- |
| Nhà thờ Nuestra Señora Asunción (Jaramillo Fuente) | Di tích Nhà thờ | Jaramillo de la Fuente | 42°06′56″B 3°18′47″T / 42,115687°B 3,313035°T | RI-51-0007096       | 06/06/1991           | Iglesia de la Asunción de Nuestra Señora · Upload image |

#### Jurisdicción de Lara
| Tên                                         | Dạng            | Địa điểm                                  | Tọa độ                                        | Số hồ sơ tham khảo? | Ngày nhận danh hiệu? | Hình ảnh     |
| ------------------------------------------- | --------------- | ----------------------------------------- | --------------------------------------------- | ------------------- | -------------------- | ------------ |
| Lâu đài Lara Infantes                       | Di tích Lâu đài | Jurisdicción de Lara Lara de los Infantes | 42°07′24″B 3°27′26″T / 42,123292°B 3,457121°T | n/d                 | 22/04/1949           | Upload image |
| Nhà thờ Parroquial Nuestra Señora Natividad | Di tích Nhà thờ | Jurisdicción de Lara Lara de los Infantes | 42°07′24″B 3°26′39″T / 42,123269°B 3,444294°T | RI-51-0004663       | 25/06/1982           | Upload image |

#### Jurisdicción de San Zadornil
| Tên                              | Dạng            | Địa điểm                                  | Tọa độ                                       | Số hồ sơ tham khảo? | Ngày nhận danh hiệu? | Hình ảnh                                           |
| -------------------------------- | --------------- | ----------------------------------------- | -------------------------------------------- | ------------------- | -------------------- | -------------------------------------------------- |
| Nhà thờ Parroquial San Saturnino | Di tích Nhà thờ | Jurisdicción de San Zadornil San Zadornil | 42°50′30″B 3°09′24″T / 42,841558°B 3,15679°T | RI-51-0007256       | 28/05/1992           | Iglesia Parroquial de San Saturnino · Upload image |

### L

#### La Puebla de Arganzón
| Tên                             | Dạng                  | Địa điểm              | Tọa độ                                        | Số hồ sơ tham khảo? | Ngày nhận danh hiệu? | Hình ảnh                                                |
| ------------------------------- | --------------------- | --------------------- | --------------------------------------------- | ------------------- | -------------------- | ------------------------------------------------------- |
| Nhà thờ Nuestra Señora Asunción | Di tích Nhà thờ       | La Puebla de Arganzón | 42°46′00″B 2°49′53″T / 42,766735°B 2,831354°T | RI-51-0007094       | 13/06/1991           | Iglesia de Nuestra Señora de la Asunción · Upload image |
| Puebla Arganzón                 | Lịch sử và nghệ thuật | La Puebla de Arganzón | 42°45′59″B 2°49′54″T / 42,766458°B 2,83164°T  | RI-53-0000632       | 08/03/2007           | Villa de La Puebla de Arganzón · Upload image           |

#### La Vid y Barrios
| Tên                     | Dạng            | Địa điểm                         | Tọa độ                                        | Số hồ sơ tham khảo? | Ngày nhận danh hiệu? | Hình ảnh                                           |
| ----------------------- | --------------- | -------------------------------- | --------------------------------------------- | ------------------- | -------------------- | -------------------------------------------------- |
| Tu viện Santa María Vid | Di tích Tu viện | La Vid y Barrios La Vid (Burgos) | 41°37′44″B 3°29′17″T / 41,628798°B 3,488103°T | RI-51-0007095       | 13/06/1991           | Monasterio de Santa María de La Vid · Upload image |

#### Lerma (Burgos)
| Tên                 | Dạng                 | Địa điểm | Tọa độ                                        | Số hồ sơ tham khảo? | Ngày nhận danh hiệu? | Hình ảnh                              |
| ------------------- | -------------------- | -------- | --------------------------------------------- | ------------------- | -------------------- | ------------------------------------- |
| Lerma (Burgos)      | Khu phức hợp lịch sử | Lerma    | 42°01′34″B 3°45′23″T / 42,026029°B 3,756279°T | RI-53-0000062       | 03/06/1965           | Ciudad de Lerma · Upload image        |
| Palacio Ducal Lerma | Di tích Cung điện    | Lerma    | 42°01′34″B 3°45′17″T / 42,026157°B 3,754749°T |                     | 14/04/1977           | Palacio Ducal de Lerma · Upload image |

#### Los Altos, Burgos
| Tên                                              | Dạng                 | Địa điểm                     | Tọa độ                                        | Số hồ sơ tham khảo? | Ngày nhận danh hiệu? | Hình ảnh                                       |
| ------------------------------------------------ | -------------------- | ---------------------------- | --------------------------------------------- | ------------------- | -------------------- | ---------------------------------------------- |
| Nhà hoang Nuestra Señora Oliva (Escóbados Abajo) | Di tích Nơi hẻo lánh | Los Altos Escóbados de Abajo | 42°44′30″B 3°34′52″T / 42,741686°B 3,581135°T | RI-51-0004802       | 09/02/1983           | Ermita de la Virgen de la Oliva · Upload image |

#### Los Ausines
| Tên               | Dạng    | Địa điểm               | Tọa độ | Số hồ sơ tham khảo? | Ngày nhận danh hiệu? | Hình ảnh     |
| ----------------- | ------- | ---------------------- | ------ | ------------------- | -------------------- | ------------ |
| Abadía San Quirce | Di tích | Los Ausines San Quirce |        | RI-51-0000826       | 03/06/1931           | Upload image |

#### Los Balbases
| Tên                                | Dạng            | Địa điểm     | Tọa độ                                        | Số hồ sơ tham khảo? | Ngày nhận danh hiệu? | Hình ảnh                              |
| ---------------------------------- | --------------- | ------------ | --------------------------------------------- | ------------------- | -------------------- | ------------------------------------- |
| Nhà thờ San Esteban (Los Balbases) | Di tích Nhà thờ | Los Balbases | 42°12′54″B 4°03′40″T / 42,215049°B 4,06098°T  | RI-51-0007229       | 12/03/1992           | Iglesia de San Esteban · Upload image |
| Nhà thờ San Millán (Los Balbases)  | Di tích Nhà thờ | Los Balbases | 42°12′53″B 4°04′14″T / 42,214795°B 4,070654°T | RI-51-0007228       | 26/03/1992           | Iglesia de San Millán · Upload image  |

#### Los Barrios de Bureba
| Tên                 | Dạng                 | Địa điểm              | Tọa độ                                        | Số hồ sơ tham khảo? | Ngày nhận danh hiệu? | Hình ảnh     |
| ------------------- | -------------------- | --------------------- | --------------------------------------------- | ------------------- | -------------------- | ------------ |
| Nhà hoang San Fagún | Di tích Nơi hẻo lánh | Los Barrios de Bureba | 42°38′56″B 3°23′09″T / 42,648964°B 3,385787°T | RI-51-0004893       | 01/06/1983           | Upload image |

### M

#### Mahamud
| Tên                          | Dạng                                                                                         | Địa điểm            | Tọa độ                                        | Số hồ sơ tham khảo? | Ngày nhận danh hiệu? | Hình ảnh                                        |
| ---------------------------- | -------------------------------------------------------------------------------------------- | ------------------- | --------------------------------------------- | ------------------- | -------------------- | ----------------------------------------------- |
| Nhà thờ San Miguel (Mahamud) | Di tích Kiến trúc tôn giáo Kiểu: Kiến trúc Gothic Thời gian: Siglos: Thế kỷ 14 đến Thế kỷ 18 | Mahamud             | 42°07′13″B 3°56′29″T / 42,1203°B 3,941345°T   | RI-51-0004801       | 02/02/1983           | Iglesia Parroquial de San Miguel · Upload image |
| Rollo Justicia Mahamud       | Di tích Rollo de Justicia                                                                    | Mahamud Plaza Mayor | 42°07′12″B 3°56′28″T / 42,119983°B 3,941237°T | n/d                 | 14/03/1963           | Rollo de Justicia de Mahamud · Upload image     |

#### Mambrillas de Lara
| Tên                                       | Dạng                 | Địa điểm                                    | Tọa độ                                        | Số hồ sơ tham khảo? | Ngày nhận danh hiệu? | Hình ảnh                             |
| ----------------------------------------- | -------------------- | ------------------------------------------- | --------------------------------------------- | ------------------- | -------------------- | ------------------------------------ |
| Nhà hoang Santa María (Quintanilla Viñas) | Di tích Nơi hẻo lánh | Mambrillas de Lara Quintanilla de las Viñas | 42°07′33″B 3°28′49″T / 42,125708°B 3,480146°T | RI-51-0000342       | 25/11/1929           | Ermita de Santa María · Upload image |
| Pedraja                                   | Khu khảo cổ          | Mambrillas de Lara                          |                                               | RI-55-0000761       | 05/05/2005           | Upload image                         |

#### Mazuelo de Muñó
| Tên                  | Dạng            | Địa điểm        | Tọa độ                                       | Số hồ sơ tham khảo? | Ngày nhận danh hiệu? | Hình ảnh                                   |
| -------------------- | --------------- | --------------- | -------------------------------------------- | ------------------- | -------------------- | ------------------------------------------ |
| Lâu đài Mazuelo Muñó | Di tích Lâu đài | Mazuelo de Muñó | 42°14′13″B 3°50′38″T / 42,23681°B 3,843896°T | RI-51-0007098       | 06/06/1991           | Castillo de Mazuelo de Muñó · Upload image |

#### Mecerreyes
| Tên               | Dạng                           | Địa điểm              | Tọa độ                                        | Số hồ sơ tham khảo? | Ngày nhận danh hiệu? | Hình ảnh                            |
| ----------------- | ------------------------------ | --------------------- | --------------------------------------------- | ------------------- | -------------------- | ----------------------------------- |
| Dolmen Mazariegos | Di tích Dolmen - Arte rupestre | Mecerreyes Mazariegos | 42°07′26″B 3°30′54″T / 42,123978°B 3,514981°T | n/d                 | 25/06/1985           | Dolmen de Mazariegos · Upload image |

#### Medina de Pomar
| Tên                                | Dạng                 | Địa điểm        | Tọa độ                                        | Số hồ sơ tham khảo? | Ngày nhận danh hiệu? | Hình ảnh                                               |
| ---------------------------------- | -------------------- | --------------- | --------------------------------------------- | ------------------- | -------------------- | ------------------------------------------------------ |
| Alcázar Condestables Castilla      | Di tích Lâu đài      | Medina de Pomar | 42°55′40″B 3°29′17″T / 42,927751°B 3,488035°T | RI-51-0000481       | 03/06/1931           | Alcázar de los Condestables de Castilla · Upload image |
| Tu viện Santa Clara (Medina Pomar) | Di tích Tu viện      | Medina de Pomar | 42°55′20″B 3°29′18″T / 42,922353°B 3,488323°T | RI-51-0007232       | 02/04/1992           | Monasterio de Santa Clara · Upload image               |
| Medina Pomar                       | Khu phức hợp lịch sử | Medina de Pomar | 42°55′44″B 3°29′14″T / 42,928879°B 3,487306°T | RI-53-0000160       | 07/06/1973           | Villa de Medina de Pomar · Upload image                |

#### Melgar de Fernamental
| Tên                                   | Dạng            | Địa điểm              | Tọa độ                                        | Số hồ sơ tham khảo? | Ngày nhận danh hiệu? | Hình ảnh     |
| ------------------------------------- | --------------- | --------------------- | --------------------------------------------- | ------------------- | -------------------- | ------------ |
| Nhà thờ Asunción (Melgar Fernamental) | Di tích Nhà thờ | Melgar de Fernamental | 42°24′19″B 4°14′35″T / 42,405381°B 4,243166°T | RI-51-0007230       | 26/03/1992           | Upload image |

#### Merindad de Río Ubierna
| Tên                       | Dạng    | Địa điểm                             | Tọa độ | Số hồ sơ tham khảo? | Ngày nhận danh hiệu? | Hình ảnh     |
| ------------------------- | ------- | ------------------------------------ | ------ | ------------------- | -------------------- | ------------ |
| Nhà thờ San Juan Bautista | Di tích | Merindad de Río Ubierna              |        | RI-51-0008299       | 05/05/1994           | Upload image |
| Cung điện Tiros           | Di tích | Merindad de Río Ubierna Sotopalacios |        | RI-51-0007206       | 23/01/1992           | Upload image |

#### Merindad de Sotoscueva
| Tên                                         | Dạng           | Địa điểm                                    | Tọa độ                                        | Số hồ sơ tham khảo? | Ngày nhận danh hiệu? | Hình ảnh                                        |
| ------------------------------------------- | -------------- | ------------------------------------------- | --------------------------------------------- | ------------------- | -------------------- | ----------------------------------------------- |
| Complejo Hang "Ojo Guareña"                 | Di tích Cuevas | Merindad de Sotoscueva Cueva de San Bernabé | 43°02′04″B 3°39′47″T / 43,034416°B 3,663079°T | RI-51-0003846       | 23/04/1970           | Complejo de Cuevas "Ojo Guareña" · Upload image |
| Nhà thờ Nuestra Señora Septiembre ở Butrera | Di tích        | Merindad de Sotoscueva                      |                                               | RI-51-0004799       | 02/02/1983           | Upload image                                    |

#### Merindad de Valdivielso
| Tên                                    | Dạng                 | Địa điểm                                        | Tọa độ                                        | Số hồ sơ tham khảo? | Ngày nhận danh hiệu? | Hình ảnh                                         |
| -------------------------------------- | -------------------- | ----------------------------------------------- | --------------------------------------------- | ------------------- | -------------------- | ------------------------------------------------ |
| Nhà Solariega Barrio Grande Vadenoceda | Di tích              | Merindad de Valdivielso Valdenoceda             |                                               | RI-51-0005022       | 21/09/1978           | Upload image                                     |
| Casona                                 | Di tích              | Merindad de Valdivielso Puente-Arenas           |                                               | RI-51-0007340       | 23/12/1993           | Upload image                                     |
| Nhà hoang San Pedro Tejada             | Di tích Nơi hẻo lánh | Merindad de Valdivielso Puente-Arenas           | 42°50′37″B 3°34′56″T / 42,843476°B 3,582168°T | RI-51-0001092       | 22/11/1935           | Ermita de San Pedro de Tejada · Upload image     |
| Nhà thờ Parroquial San Nicolás         | Di tích Nhà thờ      | Merindad de Valdivielso El Almiñé               | 42°49′52″B 3°35′49″T / 42,831019°B 3,596838°T | RI-51-0004829       | 16/03/1983           | Iglesia Parroquial de San Nicolás · Upload image |
| Tháp Loja                              | Di tích              | Merindad de Valdivielso Quintana de Valdivielso |                                               | RI-51-0010433       | 01/10/1999           | Upload image                                     |

#### Miranda de Ebro
| Tên                                                       | Dạng                  | Địa điểm             | Tọa độ                                        | Số hồ sơ tham khảo? | Ngày nhận danh hiệu? | Hình ảnh                                  |
| --------------------------------------------------------- | --------------------- | -------------------- | --------------------------------------------- | ------------------- | -------------------- | ----------------------------------------- |
| Miranda Ebro                                              | Lịch sử và nghệ thuật | Miranda de Ebro      | 42°41′06″B 2°56′55″T / 42,684933°B 2,9487°T   | RI-53-0000656       | 26/06/2008           | Ciudad de Miranda de Ebro · Upload image  |
| Nhà thờ San Juan (Miranda Ebro)                           | Di tích Nhà thờ       | Miranda de Ebro      | 42°41′04″B 2°57′12″T / 42,684558°B 2,953382°T | RI-51-0004633       | 17/04/1982           | Iglesia de San Juan · Upload image        |
| Nhà thờ Espíritu Santo (Miranda Ebro) (Antes San Nicolás) | Di tích Nhà thờ       | Miranda de Ebro      | 42°41′03″B 2°57′01″T / 42,684124°B 2,95028°T  | RI-51-0000477       | 03/06/1931           | Iglesia de San Nicolás · Upload image     |
| Nhà thờ Parroquial San Esteban                            | Di tích Nhà thờ       | Miranda de Ebro Orón | 42°40′15″B 2°58′49″T / 42,670853°B 2,980374°T | RI-51-0007240       | 15/04/1992           | Iglesia Parroquial de Orón · Upload image |
| Picota Miranda Ebro                                       | Rollo de justicia     | Miranda de Ebro      | 42°40′53″B 2°57′27″T / 42,681431°B 2,957476°T | n/d                 | 14/03/1963           | Picota de Miranda de Ebro · Upload image  |

#### Monasterio de Rodilla
| Tên                          | Dạng            | Địa điểm              | Tọa độ                                        | Số hồ sơ tham khảo? | Ngày nhận danh hiệu? | Hình ảnh                                           |
| ---------------------------- | --------------- | --------------------- | --------------------------------------------- | ------------------- | -------------------- | -------------------------------------------------- |
| Lâu đài Tu viện Rodilla      | Di tích Lâu đài | Monasterio de Rodilla | 42°27′46″B 3°29′06″T / 42,462787°B 3,484879°T | n/d                 | 22/04/1949           | Castillo de Monasterio de Rodilla · Upload image   |
| Nhà thờ Nuestra Señora Valle | Di tích Nhà thờ | Monasterio de Rodilla | 42°27′34″B 3°29′04″T / 42,459338°B 3,484558°T | RI-51-0000463       | 03/06/1931           | Iglesia de Nuestra Señora del Valle · Upload image |

### N

#### Navas de Bureba
| Tên              | Dạng            | Địa điểm        | Tọa độ                                       | Số hồ sơ tham khảo? | Ngày nhận danh hiệu? | Hình ảnh     |
| ---------------- | --------------- | --------------- | -------------------------------------------- | ------------------- | -------------------- | ------------ |
| Nhà thờ San Blas | Di tích Nhà thờ | Navas de Bureba | 42°40′57″B 3°19′37″T / 42,682412°B 3,32698°T | RI-51-0004805       | 09/02/1983           | Upload image |

#### Neila
| Tên                | Dạng            | Địa điểm | Tọa độ                                        | Số hồ sơ tham khảo? | Ngày nhận danh hiệu? | Hình ảnh                             |
| ------------------ | --------------- | -------- | --------------------------------------------- | ------------------- | -------------------- | ------------------------------------ |
| Nhà thờ San Miguel | Di tích Nhà thờ | Neila    | 42°03′36″B 2°59′35″T / 42,060087°B 2,993166°T | RI-51-0004894       | 01/06/1983           | Iglesia de San Miguel · Upload image |

### O

#### Oña
| Tên                      | Dạng                 | Địa điểm | Tọa độ                                        | Số hồ sơ tham khảo? | Ngày nhận danh hiệu? | Hình ảnh                                  |
| ------------------------ | -------------------- | -------- | --------------------------------------------- | ------------------- | -------------------- | ----------------------------------------- |
| Tu viện San Salvador Oña | Di tích Tu viện      | Oña      | 42°44′02″B 3°24′48″T / 42,733769°B 3,413302°T | RI-51-0000462       | 03/06/1931           | Monasterio de San Salvador · Upload image |
| Oña                      | Khu phức hợp lịch sử | Oña      | 42°44′03″B 3°24′50″T / 42,734205°B 3,413989°T | RI-53-0000512       | 18/02/1999           | Villa de Oña · Upload image               |

### P

#### Padilla de Abajo
| Tên                              | Dạng            | Địa điểm         | Tọa độ                                        | Số hồ sơ tham khảo? | Ngày nhận danh hiệu? | Hình ảnh                                               |
| -------------------------------- | --------------- | ---------------- | --------------------------------------------- | ------------------- | -------------------- | ------------------------------------------------------ |
| Nhà thờ Parroquial Santos Juanes | Di tích Nhà thờ | Padilla de Abajo | 42°24′29″B 4°10′34″T / 42,407986°B 4,176098°T | RI-51-0007207       | 23/01/1992           | Iglesia Parroquial de los Santos Juanes · Upload image |

#### Pampliega
| Tên                          | Dạng            | Địa điểm  | Tọa độ                                        | Số hồ sơ tham khảo? | Ngày nhận danh hiệu? | Hình ảnh                                       |
| ---------------------------- | --------------- | --------- | --------------------------------------------- | ------------------- | -------------------- | ---------------------------------------------- |
| Nhà thờ Parroquial San Pedro | Di tích Nhà thờ | Pampliega | 42°12′22″B 3°59′13″T / 42,206221°B 3,986975°T | RI-51-0004881       | 23/05/1983           | Iglesia Parroquial de San Pedro · Upload image |

#### Pedrosa de Duero
| Tên                                           | Dạng              | Địa điểm                                      | Tọa độ                                        | Số hồ sơ tham khảo? | Ngày nhận danh hiệu? | Hình ảnh     |
| --------------------------------------------- | ----------------- | --------------------------------------------- | --------------------------------------------- | ------------------- | -------------------- | ------------ |
| Nhà thờ Parroquial San Juan Bautista (Guzmán) | Di tích Nhà thờ   | Pedrosa de Duero Guzmán (provincia de Burgos) | 41°45′22″B 3°59′47″T / 41,75617°B 3,996279°T  | RI-51-0007097       | 06/06/1991           | Upload image |
| Cung điện Guzmán và Santoyo                   | Di tích Cung điện | Pedrosa de Duero Guzmán (provincia de Burgos) | 41°45′21″B 3°59′51″T / 41,755715°B 3,997535°T | RI-51-0007102       | 06/06/1991           | Upload image |

#### Peñaranda de Duero
| Tên                      | Dạng                  | Địa điểm           | Tọa độ                                                     | Số hồ sơ tham khảo? | Ngày nhận danh hiệu? | Hình ảnh                                        |
| ------------------------ | --------------------- | ------------------ | ---------------------------------------------------------- | ------------------- | -------------------- | ----------------------------------------------- |
| Botica Peñaranda Duero   | Di tích               | Peñaranda de Duero | 41°41′17″B 3°28′54″T / 41,687991204457°B 3,4815609455109°T | RI-51-0010480       | 20/03/2007           | Upload image                                    |
| Lâu đài Peñaranda Duero  | Di tích Lâu đài       | Peñaranda de Duero | 41°41′24″B 3°28′55″T / 41,69005°B 3,481959°T               | RI-51-0000474       | 03/06/1931           | Castillo de Peñaranda de Duero · Upload image   |
| Cung điện Condes Miranda | Di tích Cung điện     | Peñaranda de Duero | 41°41′16″B 3°28′49″T / 41,687772°B 3,480334°T              | RI-51-0000257       | 11/08/1923           | Palacio de los Condes de Miranda · Upload image |
| Rollo Peñaranda Duero    | Rollo de justicia     | Peñaranda de Duero | 41°41′18″B 3°28′48″T / 41,688227°B 3,479933°T              | RI-51-0000475       | 03/06/1931           | Rollo de Peñaranda de Duero · Upload image      |
| Peñaranda Duero          | Lịch sử và nghệ thuật | Peñaranda de Duero | 41°41′18″B 3°28′50″T / 41,688418°B 3,480466°T              | RI-53-0000170       | 25/04/1974           | Villa de Peñaranda de Duero · Upload image      |

#### Pineda de la Sierra
| Tên                   | Dạng            | Địa điểm            | Tọa độ                                        | Số hồ sơ tham khảo? | Ngày nhận danh hiệu? | Hình ảnh     |
| --------------------- | --------------- | ------------------- | --------------------------------------------- | ------------------- | -------------------- | ------------ |
| Nhà thờ San Sebastián | Di tích Nhà thờ | Pineda de la Sierra | 42°12′59″B 3°17′51″T / 42,216266°B 3,297486°T | RI-51-0004796       | 02/02/1983           | Upload image |

#### Poza de la sal
| Tên                                        | Dạng                     | Địa điểm       | Tọa độ                                        | Số hồ sơ tham khảo? | Ngày nhận danh hiệu? | Hình ảnh                                 |
| ------------------------------------------ | ------------------------ | -------------- | --------------------------------------------- | ------------------- | -------------------- | ---------------------------------------- |
| Lâu đài Rojas (Poza Sal)                   | Di tích Lâu đài          | Poza de la Sal | 42°40′00″B 3°30′19″T / 42,666678°B 3,505148°T | n/d                 | 22/04/1949           | Castillo de los Rojas · Upload image     |
| Nhà thờ San Cosme và San Damián (Poza Sal) | Di tích Nhà thờ          | Poza de la sal |                                               | RI-51-0003954       | 20/07/1974           | Upload image                             |
| Salinas Poza Sal                           | Địa điểm lịch sử Salinas | Poza de la Sal | 42°40′08″B 3°30′13″T / 42,668995°B 3,503625°T | RI-54-0000137       | 22/11/2001           | Salinas de Poza de la Sal · Upload image |
| Poza Sal                                   | Lịch sử và nghệ thuật    | Poza de la sal | 42°39′56″B 3°30′07″T / 42,665494°B 3,501977°T | RI-53-0000269       | 12/11/1982           | Villa de Poza de la Sal · Upload image   |

#### Presencio
| Tên                           | Dạng                  | Địa điểm  | Tọa độ                                        | Số hồ sơ tham khảo? | Ngày nhận danh hiệu? | Hình ảnh                                        |
| ----------------------------- | --------------------- | --------- | --------------------------------------------- | ------------------- | -------------------- | ----------------------------------------------- |
| Nhà thờ Parroquial San Andrés | Di tích Nhà thờ       | Presencio | 42°11′11″B 3°54′08″T / 42,186403°B 3,902279°T | RI-51-0004897       | 15/06/1983           | Iglesia Parroquial de San Andrés · Upload image |
| Villa Presencio               | Lịch sử và nghệ thuật | Presencio | 42°11′11″B 3°54′08″T / 42,186403°B 3,902279°T | RI-51-0004897       | 27/04/1982           | Upload image                                    |

### Q

#### Quintanaélez
| Tên                              | Dạng            | Địa điểm                    | Tọa độ                                        | Số hồ sơ tham khảo? | Ngày nhận danh hiệu? | Hình ảnh                                        |
| -------------------------------- | --------------- | --------------------------- | --------------------------------------------- | ------------------- | -------------------- | ----------------------------------------------- |
| Nhà thờ San Andrés (Soto Bureba) | Di tích Nhà thờ | Quintanaélez Soto de Bureba | 42°40′33″B 3°17′41″T / 42,675939°B 3,294814°T | RI-51-0004546       | 18/12/1981           | Iglesia Parroquial de San Andrés · Upload image |

#### Quintanilla Vivar
| Tên                       | Dạng             | Địa điểm                        | Tọa độ | Số hồ sơ tham khảo? | Ngày nhận danh hiệu? | Hình ảnh                                        |
| ------------------------- | ---------------- | ------------------------------- | ------ | ------------------- | -------------------- | ----------------------------------------------- |
| Sitio Histórico Vivar Cid | Địa điểm lịch sử | Quintanilla Vivar Vivar del Cid |        | RI-54-0000085       | 25/08/1993           | Khu vực lịch sử de Vivar del Cid · Upload image |

### R

#### Rebolledo de la Torre
| Tên                                                    | Dạng                                             | Địa điểm              | Tọa độ                                        | Số hồ sơ tham khảo? | Ngày nhận danh hiệu? | Hình ảnh                                              |
| ------------------------------------------------------ | ------------------------------------------------ | --------------------- | --------------------------------------------- | ------------------- | -------------------- | ----------------------------------------------------- |
| Lâu đài Rebolledo Torre                                | Di tích Kiến trúc phòng thủ Thời gian: Thế kỷ 14 | Rebolledo de la Torre | 42°41′20″B 4°13′39″T / 42,68888°B 4,227452°T  | n/d                 | 22/04/1949           | Castillo de Rebolledo de la Torre · Upload image      |
| Nhà thờ San Julián và Santa Basilisa (Rebolledo Torre) | Di tích Kiến trúc tôn giáo Thời gian: Thế kỷ 12  | Rebolledo de la Torre | 42°41′22″B 4°13′36″T / 42,689408°B 4,226798°T | RI-51-0000468       | 03/06/1931           | Iglesia de San Julián y Santa Basilisa · Upload image |

#### Roa, Burgos
| Tên                        | Dạng            | Địa điểm | Tọa độ                                        | Số hồ sơ tham khảo? | Ngày nhận danh hiệu? | Hình ảnh                                |
| -------------------------- | --------------- | -------- | --------------------------------------------- | ------------------- | -------------------- | --------------------------------------- |
| Colegiata Santa María      | Di tích Nhà thờ | Roa      | 41°41′50″B 3°55′40″T / 41,697227°B 3,927687°T | RI-51-0004421       | 07/03/1980           | Colegiata de Santa María · Upload image |
| Complejo Khảo cổ Roa Duero | Khu khảo cổ     | Roa      |                                               | RI-55-0000230       | 25/08/1993           | Upload image                            |

### S

#### Salas de los Infantes
| Tên               | Dạng        | Địa điểm              | Tọa độ | Số hồ sơ tham khảo? | Ngày nhận danh hiệu? | Hình ảnh     |
| ----------------- | ----------- | --------------------- | ------ | ------------------- | -------------------- | ------------ |
| Peña Uñor         | Khu khảo cổ | Salas de los Infantes |        | RI-55-0000763       | 05/05/2005           | Upload image |
| Puente San Miguel | Khu khảo cổ | Salas de los Infantes |        | RI-55-0000762       | 05/05/2005           | Upload image |

#### Santa Gadea del Cid
| Tên                     | Dạng                 | Địa điểm            | Tọa độ                                        | Số hồ sơ tham khảo? | Ngày nhận danh hiệu? | Hình ảnh                                       |
| ----------------------- | -------------------- | ------------------- | --------------------------------------------- | ------------------- | -------------------- | ---------------------------------------------- |
| Lâu đài Santa Gadea Cid | Di tích Lâu đài      | Santa Gadea del Cid | 42°43′00″B 3°03′25″T / 42,716566°B 3,056886°T | n/d                 | 22/04/1949           | Castillo de Santa Gadea del Cid · Upload image |
| Tu viện Espino          | Di tích Tu viện      | Santa Gadea del Cid | 42°43′37″B 3°02′51″T / 42,726919°B 3,047482°T | RI-51-0007143       | 31/10/1991           | Convento del Espino · Upload image             |
| Santa Gadea Cid         | Khu phức hợp lịch sử | Santa Gadea del Cid | 42°42′54″B 3°03′31″T / 42,714946°B 3,058608°T | RI-53-0000156       | 12/04/1973           | Villa de Santa Gadea del Cid · Upload image    |

#### Santa María Rivarredonda
| Tên                 | Dạng    | Địa điểm                 | Tọa độ | Số hồ sơ tham khảo? | Ngày nhận danh hiệu? | Hình ảnh     |
| ------------------- | ------- | ------------------------ | ------ | ------------------- | -------------------- | ------------ |
| Nhà thờ Santa María | Di tích | Santa María Rivarredonda |        | RI-51-0007144       | 31/10/1991           | Upload image |

#### Santa María del Campo
| Tên                       | Dạng            | Địa điểm              | Tọa độ                                        | Số hồ sơ tham khảo? | Ngày nhận danh hiệu? | Hình ảnh                                        |
| ------------------------- | --------------- | --------------------- | --------------------------------------------- | ------------------- | -------------------- | ----------------------------------------------- |
| Nhà thờ Santa María Campo | Di tích Nhà thờ | Santa María del Campo | 42°07′54″B 3°58′32″T / 42,131563°B 3,975542°T | RI-51-0000455       | 03/06/1931           | Iglesia de Santa María del Campo · Upload image |

#### Santibáñez del Val
| Tên                                | Dạng                 | Địa điểm                               | Tọa độ                                        | Số hồ sơ tham khảo? | Ngày nhận danh hiệu? | Hình ảnh                                             |
| ---------------------------------- | -------------------- | -------------------------------------- | --------------------------------------------- | ------------------- | -------------------- | ---------------------------------------------------- |
| Nhà hoang Santa Cecilia Barríosuso | Di tích Nơi hẻo lánh | Santibáñez del Val Barriosuso (Burgos) | 41°57′58″B 3°28′27″T / 41,966067°B 3,474223°T | RI-51-0007205       | 23/01/1992           | Ermita de Santa Cecilia de Barríosuso · Upload image |

#### Santo Domingo de Silos (Burgos)
| Tên                          | Dạng                  | Địa điểm               | Tọa độ                                        | Số hồ sơ tham khảo? | Ngày nhận danh hiệu? | Hình ảnh                                            |
| ---------------------------- | --------------------- | ---------------------- | --------------------------------------------- | ------------------- | -------------------- | --------------------------------------------------- |
| Tu viện Santo Domingo Silos  | Di tích Tu viện       | Santo Domingo de Silos | 41°57′42″B 3°25′09″T / 41,961797°B 3,419169°T | RI-51-0000467       | 03/06/1931           | Monasterio de Santo Domingo de Silos · Upload image |
| Santo Domingo Silos (Burgos) | Lịch sử và nghệ thuật | Santo Domingo de Silos | 41°57′45″B 3°25′11″T / 41,96238°B 3,419734°T  | RI-53-0000303       |                      | Villa de Santo Domingo de Silos · Upload image      |

#### Sargentes de la Lora
| Tên           | Dạng        | Địa điểm             | Tọa độ | Số hồ sơ tham khảo? | Ngày nhận danh hiệu? | Hình ảnh                                          |
| ------------- | ----------- | -------------------- | ------ | ------------------- | -------------------- | ------------------------------------------------- |
| Dolmen Cabaña | Khu khảo cổ | Sargentes de la Lora |        | RI-55-0000316       | 25/08/1993           | Khu khảo cổ, El Dolmen "la Cabaña" · Upload image |

#### Sarracin
| Tên                  | Dạng              | Địa điểm | Tọa độ                                        | Số hồ sơ tham khảo? | Ngày nhận danh hiệu? | Hình ảnh                                 |
| -------------------- | ----------------- | -------- | --------------------------------------------- | ------------------- | -------------------- | ---------------------------------------- |
| Cung điện Saldañuela | Di tích Cung điện | Sarracin | 42°15′08″B 3°41′11″T / 42,252308°B 3,686389°T | RI-51-0000476       | 03/06/1931           | Palacio de los Saldañuela · Upload image |

#### Sasamón
| Tên                      | Dạng            | Địa điểm                    | Tọa độ                                        | Số hồ sơ tham khảo? | Ngày nhận danh hiệu? | Hình ảnh                                       |
| ------------------------ | --------------- | --------------------------- | --------------------------------------------- | ------------------- | -------------------- | ---------------------------------------------- |
| Lâu đài Olmillos Sasamón | Di tích Lâu đài | Sasamón Olmillos de Sasamón | 42°23′49″B 4°02′11″T / 42,396912°B 4,036378°T | n/d                 | 22/04/1949           | Castillo de Olmillos de Sasamón · Upload image |
| Nhà thờ Asunción         | Di tích Nhà thờ | Sasamón Olmillos de Sasamón | 42°23′46″B 4°02′06″T / 42,396068°B 4,035044°T | RI-51-0007187       | 16/01/1992           | Upload image                                   |
| Nhà thờ Santa María Real | Di tích Nhà thờ | Sasamón                     | 42°25′06″B 4°02′39″T / 42,418282°B 4,044169°T | RI-51-0000464       | 03/06/1931           | Iglesia de Santa María la Real · Upload image  |

#### Solarana
| Tên                             | Dạng            | Địa điểm | Tọa độ                                       | Số hồ sơ tham khảo? | Ngày nhận danh hiệu? | Hình ảnh     |
| ------------------------------- | --------------- | -------- | -------------------------------------------- | ------------------- | -------------------- | ------------ |
| Nhà thờ Asunción Nuestra Señora | Di tích Nhà thờ | Solarana | 41°58′16″B 3°39′30″T / 41,971085°B 3,65829°T | RI-51-0007239       | 09/04/1992           | Upload image |

#### Sotillo de la Ribera
| Tên                         | Dạng    | Địa điểm             | Tọa độ | Số hồ sơ tham khảo? | Ngày nhận danh hiệu? | Hình ảnh     |
| --------------------------- | ------- | -------------------- | ------ | ------------------- | -------------------- | ------------ |
| Nhà Grande (Sotillo Ribera) | Di tích | Sotillo de la Ribera |        | RI-51-0009154       | 24/10/1996           | Upload image |

#### Sotresgudo
| Tên            | Dạng        | Địa điểm                  | Tọa độ                                                     | Số hồ sơ tham khảo? | Ngày nhận danh hiệu? | Hình ảnh                                |
| -------------- | ----------- | ------------------------- | ---------------------------------------------------------- | ------------------- | -------------------- | --------------------------------------- |
| Amaya (ciudad) | Khu khảo cổ | Sotresgudo Amaya (Burgos) | 42°39′06″B 4°09′59″T / 42,651730527009°B 4,1664576530457°T | RI-55-0000013       | 03/06/1931           | Despoblado de Peña Amaya · Upload image |

### T

#### Tardajos
| Tên         | Dạng        | Địa điểm | Tọa độ | Số hồ sơ tham khảo? | Ngày nhận danh hiệu? | Hình ảnh     |
| ----------- | ----------- | -------- | ------ | ------------------- | -------------------- | ------------ |
| ´Deobrígula | Khu khảo cổ | Tardajos |        | RI-55-0000390       | 07/12/1994           | Upload image |

#### Torrepadre
| Tên                              | Dạng    | Địa điểm   | Tọa độ | Số hồ sơ tham khảo? | Ngày nhận danh hiệu? | Hình ảnh     |
| -------------------------------- | ------- | ---------- | ------ | ------------------- | -------------------- | ------------ |
| Nhà hoang Santa María Retortillo | Di tích | Torrepadre |        | RI-51-0007241       | 09/04/1992           | Upload image |

#### Trespaderne
| Tên                      | Dạng    | Địa điểm              | Tọa độ | Số hồ sơ tham khảo? | Ngày nhận danh hiệu? | Hình ảnh     |
| ------------------------ | ------- | --------------------- | ------ | ------------------- | -------------------- | ------------ |
| Nhà Solariega Las Torres | Di tích | Trespaderne Cadiñanos |        | RI-51-0007181       | 19/12/1991           | Upload image |

#### Tubilla del Agua
| Tên                                               | Dạng            | Địa điểm                             | Tọa độ                                        | Số hồ sơ tham khảo? | Ngày nhận danh hiệu? | Hình ảnh     |
| ------------------------------------------------- | --------------- | ------------------------------------ | --------------------------------------------- | ------------------- | -------------------- | ------------ |
| Nhà thờ San Esteban Protomártir (Bañuelos Rudrón) | Di tích Nhà thờ | Tubilla del Agua Bañuelos del Rudrón | 42°41′22″B 3°51′15″T / 42,689449°B 3,854207°T | RI-51-0009353       | 06/11/1997           | Upload image |

### V

#### Vadocondes
| Tên        | Dạng                  | Địa điểm   | Tọa độ                                       | Số hồ sơ tham khảo? | Ngày nhận danh hiệu? | Hình ảnh                           |
| ---------- | --------------------- | ---------- | -------------------------------------------- | ------------------- | -------------------- | ---------------------------------- |
| Vadocondes | Lịch sử và nghệ thuật | Vadocondes | 41°38′22″B 3°34′22″T / 41,639355°B 3,57286°T | RI-53-0000658       | 29/07/2008           | Villa de Vadocondes · Upload image |

#### Valdeande
| Tên                   | Dạng        | Địa điểm  | Tọa độ | Số hồ sơ tham khảo? | Ngày nhận danh hiệu? | Hình ảnh     |
| --------------------- | ----------- | --------- | ------ | ------------------- | -------------------- | ------------ |
| Khu vực Romano Ciella | Khu khảo cổ | Valdeande |        | RI-55-0000444       | 18/05/1995           | Upload image |

#### Valle de Losa
| Tên                          | Dạng                                      | Địa điểm                            | Tọa độ                                        | Số hồ sơ tham khảo? | Ngày nhận danh hiệu? | Hình ảnh                                       |
| ---------------------------- | ----------------------------------------- | ----------------------------------- | --------------------------------------------- | ------------------- | -------------------- | ---------------------------------------------- |
| Nhà hoang San Pantaleón Losa | Di tích Kiến trúc tôn giáo Kiểu: Románico | Valle de Losa San Pantaleón de Losa | 42°56′04″B 3°17′28″T / 42,934558°B 3,290974°T | RI-51-0001156       | 08/07/1944           | Ermita de San Pantaleon de Losa · Upload image |
| Villa Romana "los Casarejos" | Khu khảo cổ                               | Valle de Losa San Martín de Losa    |                                               | RI-55-0000399       | 25/11/1993           | Upload image                                   |

#### Valle de Mena
| Tên                                | Dạng            | Địa điểm                        | Tọa độ                                        | Số hồ sơ tham khảo? | Ngày nhận danh hiệu? | Hình ảnh                              |
| ---------------------------------- | --------------- | ------------------------------- | --------------------------------------------- | ------------------- | -------------------- | ------------------------------------- |
| Nhà thờ San Lorenzo (Vallejo Mena) | Di tích Nhà thờ | Valle de Mena Vallejo de Mena   | 43°05′05″B 3°18′05″T / 43,084677°B 3,301373°T | RI-51-0000461       | 03/06/1931           | Iglesia de San Lorenzo · Upload image |
| Nhà thờ Santa María (Siones)       | Di tích Nhà thờ | Valle de Mena Siones            | 43°04′02″B 3°19′08″T / 43,067281°B 3,319021°T | RI-51-0000478       | 03/06/1931           | Iglesia de Santa María · Upload image |
| Cung điện Villasana Mena           | Di tích         | Valle de Mena Villasana de Mena |                                               | RI-51-0007146       | 07/11/1991           | Upload image                          |

#### Valle de Santibáñez
| Tên                 | Dạng            | Địa điểm                                 | Tọa độ                                        | Số hồ sơ tham khảo? | Ngày nhận danh hiệu? | Hình ảnh     |
| ------------------- | --------------- | ---------------------------------------- | --------------------------------------------- | ------------------- | -------------------- | ------------ |
| Nhà thờ San Pedro   | Di tích Nhà thờ | Valle de Santibáñez Miñon de Santibáñez  | 42°27′55″B 3°47′47″T / 42,465411°B 3,796355°T | RI-51-0004874       | 11/05/1983           | Upload image |
| Nhà thờ San Nicolás | Di tích Nhà thờ | Valle de Santibáñez Santibáñez-Zarzaguda | 42°28′48″B 3°46′57″T / 42,480129°B 3,782509°T | RI-51-0007145       | 31/10/1991           | Upload image |
| Tháp Zumel          | Di tích Tháp    | Valle de Santibáñez Zumel                | 42°26′51″B 3°48′47″T / 42,447393°B 3,813053°T | RI-51-0012104       | 25/06/1985           | Upload image |

#### Valle de Sedano
| Tên                                    | Dạng                  | Địa điểm                              | Tọa độ                                        | Số hồ sơ tham khảo? | Ngày nhận danh hiệu? | Hình ảnh                                   |
| -------------------------------------- | --------------------- | ------------------------------------- | --------------------------------------------- | ------------------- | -------------------- | ------------------------------------------ |
| Crucero Pesquera Ebro                  | Crucero               | Valle de Sedano Pesquera de Ebro      | 42°48′05″B 3°43′13″T / 42,801392°B 3,720276°T | n/d                 | 14/03/1963           | Crucero de Pesquera de Ebro · Upload image |
| Escalada (Burgos)                      | Lịch sử và nghệ thuật | Valle de Sedano Escalada (Burgos)     | 42°48′42″B 3°46′36″T / 42,811774°B 3,776686°T | RI-53-0000440       | 04/06/1992           | Escalada · Upload image                    |
| Nhà thờ San Esteban (Moradillo Sedano) | Di tích Nhà thờ       | Valle de Sedano Moradillo de Sedano   | 42°42′13″B 3°42′00″T / 42,703689°B 3,699968°T | RI-51-0000470       | 03/06/1931           | Iglesia de San Esteban · Upload image      |
| Orbaneja Castillo                      | Lịch sử và nghệ thuật | Valle de Sedano Orbaneja del Castillo | 42°50′06″B 3°47′37″T / 42,834941°B 3,793728°T | RI-53-0000458       | 03/06/1993           | Orbaneja del Castillo · Upload image       |
| Pesquera Ebro                          | Lịch sử và nghệ thuật | Valle de Sedano Pesquera de Ebro      | 42°48′07″B 3°43′13″T / 42,80194°B 3,720393°T  | RI-53-0000456       | 12/05/1993           | Pesquera de Ebro · Upload image            |
| Sedano                                 | Khu phức hợp lịch sử  | Valle de Sedano Sedano                | 42°42′59″B 3°45′00″T / 42,716341°B 3,749863°T | RI-53-0000460       | 24/06/1993           | Villa de Sedano · Upload image             |

#### Villadiego
| Tên        | Dạng                 | Địa điểm   | Tọa độ                                        | Số hồ sơ tham khảo? | Ngày nhận danh hiệu? | Hình ảnh                  |
| ---------- | -------------------- | ---------- | --------------------------------------------- | ------------------- | -------------------- | ------------------------- |
| Villadiego | Khu phức hợp lịch sử | Villadiego | 42°30′55″B 4°00′36″T / 42,515396°B 4,009899°T | RI-53-0000475       | 29/12/1994           | Villadiego · Upload image |

#### Villafranca Montes de Oca
| Tên                      | Dạng    | Địa điểm                  | Tọa độ | Số hồ sơ tham khảo? | Ngày nhận danh hiệu? | Hình ảnh     |
| ------------------------ | ------- | ------------------------- | ------ | ------------------- | -------------------- | ------------ |
| Ruínas Nhà thờ San Félix | Di tích | Villafranca Montes de Oca |        | RI-51-0000459       | 03/06/1931           | Upload image |

#### Villahoz
| Tên                         | Dạng                  | Địa điểm | Tọa độ                                        | Số hồ sơ tham khảo? | Ngày nhận danh hiệu? | Hình ảnh                                      |
| --------------------------- | --------------------- | -------- | --------------------------------------------- | ------------------- | -------------------- | --------------------------------------------- |
| Nhà thờ Parroquial Villahoz | Di tích Nhà thờ       | Villahoz | 42°04′37″B 3°54′49″T / 42,076995°B 3,913487°T | RI-51-0007153       | 14/11/1991           | Iglesia Parroquial de Villahoz · Upload image |
| Rollo gótico Villahoz       | Rollo de justicia     | Villahoz | 42°04′38″B 3°54′49″T / 42,077317°B 3,913648°T | n/d                 | 14/03/1963           | Rollo gótico de Villahoz · Upload image       |
| Villahoz                    | Lịch sử và nghệ thuật | Villahoz | 42°04′36″B 3°54′46″T / 42,076652°B 3,91291°T  | RI-53-0000300       | 02/11/1983           | Villa de Villahoz · Upload image              |

#### Villamayor de los Montes
| Tên                                          | Dạng            | Địa điểm                 | Tọa độ                                        | Số hồ sơ tham khảo? | Ngày nhận danh hiệu? | Hình ảnh                                 |
| -------------------------------------------- | --------------- | ------------------------ | --------------------------------------------- | ------------------- | -------------------- | ---------------------------------------- |
| Tu viện Santa María Real (Villamayor Montes) | Di tích Tu viện | Villamayor de los Montes | 42°06′19″B 3°46′07″T / 42,105146°B 3,768652°T | RI-51-0007180       | 19/12/1991           | Monasterio de Santa María · Upload image |

#### Villarcayo de Merindad de Castilla la Vieja
| Tên                                                         | Dạng                       | Địa điểm                                                     | Tọa độ                                        | Số hồ sơ tham khảo? | Ngày nhận danh hiệu? | Hình ảnh                                    |
| ----------------------------------------------------------- | -------------------------- | ------------------------------------------------------------ | --------------------------------------------- | ------------------- | -------------------- | ------------------------------------------- |
| Nhà thờ San Juan Bautista]]                                 | Di tích Nhà thờ            | Villarcayo de Merindad de Castilla la Vieja Bisjueces        | 42°53′35″B 3°34′10″T / 42,893108°B 3,569485°T | RI-51-0007092       | 06/06/1991           | Iglesia de San Juan Bautista · Upload image |
| Cung điện Mayorazgo Đảo và Ermita Nuestra Señora Torrentero | Di tích Cung điện y ermita | Villarcayo de Merindad de Castilla la Vieja Villalaín        | 42°54′44″B 3°35′07″T / 42,912361°B 3,585375°T | RI-51-0007257       | 28/05/1992           | Upload image                                |
| Salazar (Burgos)                                            | Khu phức hợp lịch sử       | Villarcayo de Merindad de Castilla la Vieja Salazar (Burgos) | 42°58′38″B 3°37′08″T / 42,977273°B 3,61878°T  | RI-53-0000494       | 03/05/2006           | Upload image                                |
| Villarcayo Merindad Castilla Vieja                          | Khu phức hợp lịch sử       | Villarcayo de Merindad de Castilla la Vieja                  | 42°56′17″B 3°34′23″T / 42,938102°B 3,573086°T | RI-53-0000614       | 19/06/2007           | Upload image                                |

#### Villegas (Burgos)
| Tên                                 | Dạng            | Địa điểm            | Tọa độ                                        | Số hồ sơ tham khảo? | Ngày nhận danh hiệu? | Hình ảnh                                              |
| ----------------------------------- | --------------- | ------------------- | --------------------------------------------- | ------------------- | -------------------- | ----------------------------------------------------- |
| Nhà thờ Santa Eugenia               | Di tích Nhà thờ | Villegas            | 42°28′05″B 4°01′00″T / 42,468138°B 4,016687°T | RI-51-0007154       | 21/11/1991           | Upload image                                          |
| Nhà thờ Parroquial Santiago Apóstol | Di tích Nhà thờ | Villegas Villamorón | 42°28′20″B 4°01′32″T / 42,472204°B 4,025442°T | RI-51-0008315       | 30/06/1994           | Iglesia Parroquial de Santiago Apóstol · Upload image |

#### Vizcainos
| Tên                      | Dạng            | Địa điểm  | Tọa độ                                        | Số hồ sơ tham khảo? | Ngày nhận danh hiệu? | Hình ảnh                             |
| ------------------------ | --------------- | --------- | --------------------------------------------- | ------------------- | -------------------- | ------------------------------------ |
| Nhà thờ San Martín Tours | Di tích Nhà thờ | Vizcainos | 42°06′03″B 3°16′00″T / 42,100698°B 3,266574°T | RI-51-0004896       | 15/06/1983           | Iglesia de San Martín · Upload image |